# Kid Auto Races at Venice
Kid Auto Races at Venice (Carreras de autos para niños o Carreras sofocantes) es una película de 1914 en la que aparece por primera vez Charlie Chaplin en el papel de su clásico personaje: el Vagabundo.

## Argumento
Chaplin interpreta a un espectador de una carrera de autos infantiles en una playa de Los Ángeles llamada Venecia. Un camarógrafo está filmando la carrera, pero el espectador insiste en aparecer en la película, lo echan, vuelve, se interrumpe la filmación, complica la carrera y causa gran frustración entre el público y los participantes.